# Els Pallaresos (kommunhuvudort)
Els Pallaresos är en kommunhuvudort i Spanien.   Den ligger i provinsen Província de Tarragona och regionen Katalonien, i den östra delen av landet, 400 km öster om huvudstaden Madrid. Els Pallaresos ligger 125 meter över havet och antalet invånare är 3 991.
Terrängen runt Els Pallaresos är lite kuperad, och sluttar söderut. Runt Els Pallaresos är det mycket tätbefolkat, med 1 056 invånare per kvadratkilometer. Närmaste större samhälle är Tarragonès, 6,7 km söder om Els Pallaresos. 